# Liberalizm instytucjonalny
Liberalizm instytucjonalny – przypisuje moc sprawczą w stosunkach międzynarodowych jednostce ludzkiej. John Locke nie zgadzał się z tym że władca ma nieograniczone prawo do czynienia wszystkiego, co uzna za stosowne. Jeżeli ludzie nie ufają sobie wzajemnie, to tym bardziej nie będą ufać wszechmocnemu władcy, który ma reprezentować ich interesy. Rola państwa i rządu ograniczać się powinna do obrony życia, wolności i majątku obywateli, czyli praw jednostek zagwarantowanych przez prawo boskie i ludzkie.

## Założenia
- prawo naturalne stoi przed prawem pozytywnym
- suwerenność wynika z naturalnego prawa do wolności
- podstawą władzy jest zgoda ludu
- państwo stoi na straży praw i wolności
- władza konieczna do osiągnięcia racjonalnych celów politycznych (m.in. bezpieczeństwo praw)
- obywatele mają prawo do oporu i nieposłuszeństwa w przypadku łamania ich praw
- każda jednostka powinna być wolna w stanie natury
- wojna sprawiedliwa w obronie własnej wolności
- stosunki międzynarodowe nie są regulowane przez rząd światowy
- państwa przestrzegają prawa międzynarodowego
- koncepcja podziału władzy Monteskiusza
- odpersonalizowana władza umożliwiająca wzajemną kontrolę i równowagę